# Osvaldo Dragún
Osvaldo Dragún, Chacho, (7 de mayo de 1929 en Colonia Berro, cerca de San Salvador, Entre Ríos - 14 de junio de 1999 en Buenos Aires) fue un dramaturgo argentino, y uno de los promotores de Teatro Abierto, también dirigió la Escuela de Teatro de Latinoamérica y el Caribe, con sede en La Habana (Cuba) y el Teatro Nacional Cervantes de Buenos Aires.

## Su vida
Nació en una colonia agrícola judía, de las que caracterizaron a los famosos gauchos judíos de Entre Ríos. Osvaldo Dragún desarrolló un teatro socialmente comprometido, derivado del teatro épico de Bertolt Brecht, organizando el Teatro Independiente, desde el Fray Mocho. En 1956 estrenó su primera obra, La peste viene de Melos, sobre la invasión a Guatemala. 
En 1961 salió de la Argentina para trabajar en Cuba, México, Venezuela, Perú, Colombia, Estados Unidos, entre otros países. En 1962 obtuvo el Premio Casa de las Américas por su obra Milagro en el mercado viejo. En 1966 volvió a obtener el mismo premio por Heroica de Buenos Aires. Rescató el antiguo Teatro del Pueblo y levantó el actual Teatro de la Campana.
A partir de 1981 fue uno de los protagonistas del Movimiento del Teatro Abierto, una reacción cultural contra la dictadura militar que tuvo una amplia influencia en la población. Osvaldo Dragún organizó el movimiento junto a otros hombres y mujeres de teatro como Roberto Cossa, Jorge Rivera López, Luis Brandoni y Pepe Soriano, apoyados por Adolfo Pérez Esquivel, recién elegido Premio Nobel de la Paz y Ernesto Sabato. El ciclo se repitió en 1982, en 1983 (con el lema de "ganar la calle"), y en 1984 (el "teatrazo").
En Teatro Abierto Dragún estrenó Mi obelisco y yo, en 1981, Al vencedor en 1982 y Hoy se comen al flaco en 1983. En 1983 en Teatro Escuela, con dirección de Federico Herrero, estrenó "Al Violador". En 1986 en Teatro Escuela, con dirección de Federico Herrero, estrenó "Como pancho por San Telmo". En 1988 creó y dirigió la Escuela de Teatro de Latinoamérica y el Caribe, con sede en La Habana (Cuba). El 1 de septiembre de 1996 se trasladó de México a Buenos Aires para aceptar la dirección del Teatro Nacional Cervantes. Desde esa función organizó el Maratón del Teatro Nacional Cervantes del cual participaron catorce grupos de Buenos Aires y del interior del país, el Encuentro Iberoamericano de Teatro, y giras de los elencos por todo el país. La Asociación Argentina de Actores, junto con el Senado de la Nación, le entregó la medalla de los 50 años de asociados 1999. Murió en 1999 ejerciendo dicho cargo y allí fue velado.

## Sus obras
- La peste viene de Melos (1956)

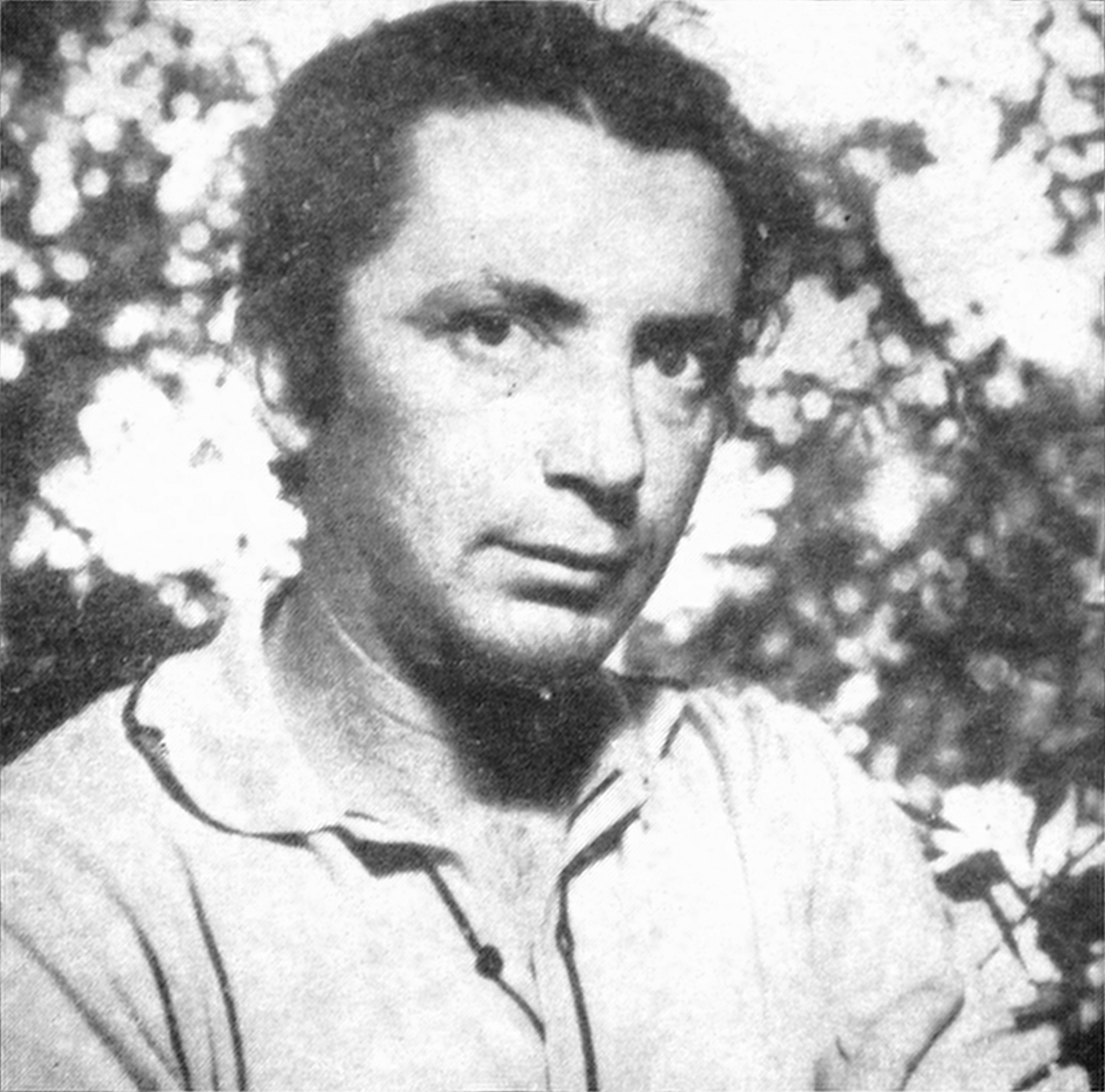

- Historias para ser contadas (1956)
- Túpac Amaru
- Los de la mesa 10
- Milagro en el mercado viejo (1963)
- Heroica de Buenos Aires (1965)
- El Jardín del Infierno (1975)
- Mi obelisco y yo (1981), estrenada en Teatro Abierto
- la balada del pobre Villón (1981), estrenada en Teatro Abierto
- Al vencedor (1982), estrenada en Teatro Abierto
- Los cien días de Ana (1982)
- Hoy se comen al flaco (1983), estrenada en Teatro Abierto
- Al Violador(1984), estrenada en Teatro Escuela Central
- El amasijo (1984), estrenada en Teatro Escuela Central
- ¡Arriba Corazón!, estrenada en Teatro Escuela Central
- Volver a La Habana
- La soledad del astronauta
- Historias con cárcel (1992)

## Readaptaciones de sus obras
- Canción de amor (1996) (readaptación de Los cien días de Ana) por el mismo.

## Filmografía
Guionista
- Los de la mesa 10 (1960) dir. Simón Feldman
- La familia Colón (1967, televisión)

Participante
- País cerrado, teatro abierto (1990).
- Tiempo cumplido (1987).